# Ferme Kinkenweg
La ferme située Kinkenweg est un immeuble classé du XVIIe siècle situé à Montzen dans la commune de Plombières au nord de la province de Liège (Belgique). 

## Localisation
L'ancienne ferme est située à environ 2,5 km au sud-ouest du centre de la localité de Montzen, au no 86 de Kinkenweg et à environ 650 mètres à vol d'oiseau au sud du château de Streversdorp, autre immeuble classé. Elle se trouve au milieu de prairies, au bout d'un chemin empierré d'une longueur d'environ 70 mètres se raccordant à [la rue] Kinkenweg (accès privé). Kinkenweg signifie le chemin du relais.

## Historique et description
La partie classée de la ferme est le corps de logis situé dans l'axe du chemin d'accès. La façade principale (façade sud) compte deux niveaux (un étage) et quatre travées. Le rez-de-chaussée est construit en briques blanchies en remplacement aux alentours de 1800 de gros moellons de pierre calcaire appareillés. Il est percé de trois baies vitrées et protégées de barreaux avec encadrements moulurés en pierre calcaire rose veiné. Sur la travée de gauche, la porte d'entrée cintrée avec une clé de voûte trapézoïdale ornée d'une fleur stylisée est surmontée d'une pierre calcaire à partie supérieure triangulaire, décorée de ce même motif floral entouré de volutes et portant la date de 1639. L'étage en pans de bois horizontaux et verticaux et torchis chaulé comprend sur les trois travées de droite des baies à croisée aussi avec barreaux. La corniche à consoles sculptées, dont celle de gauche est en calcaire, soutient une haute toiture d’ardoises. La façade arrière est entièrement bâtie en moellons de calcaire.
Perpendiculaire à ce corps de logis, du côté ouest, se trouve une importante aile en briques et pierre calcaire érigée au cours de la seconde moitié du XVIIIe siècle et abritant des étables sous fenil.

## Classement
La maison d'habitation de la ferme (façades et toitures), Kinkenweg, n°86, classée depuis le 24 août 1989, est aujourd'hui une résidence privée.